# Dave Douglas

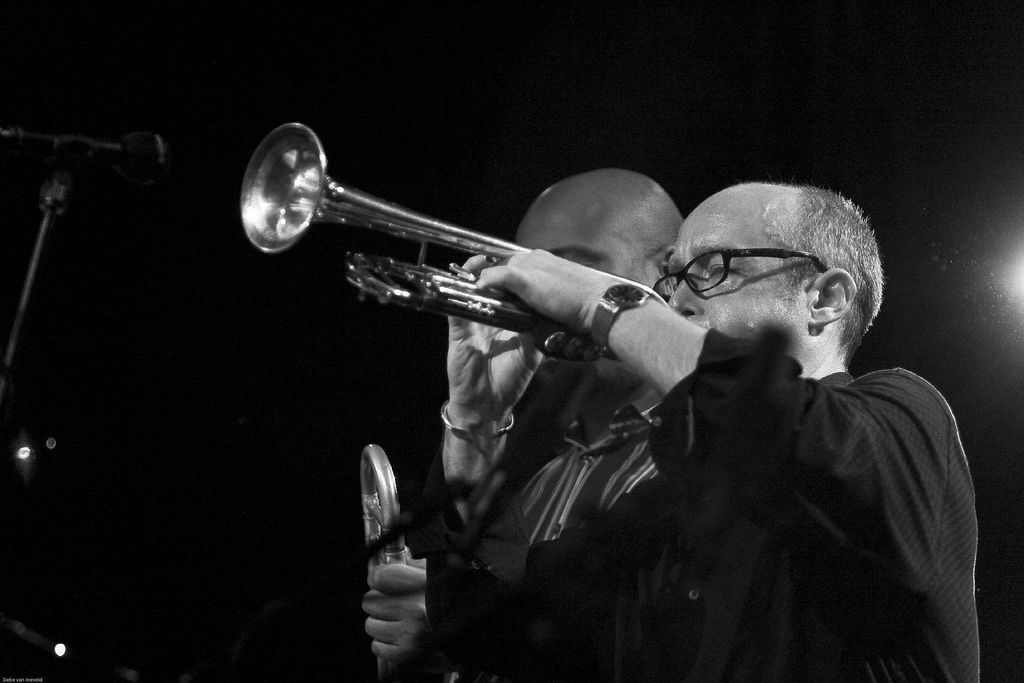
Dave Douglas op North Sea Jazz Festival, 2007

David Douglas (Montclair, 24 maart 1963) is een Amerikaanse jazz-trompettist en componist. Zijn muziek ontleent elementen aan muziek buiten de jazz, waaronder klassieke muziek en Oost-Europese volksmuziek.
Douglas leerde als kind achtereenvolgens piano, trombone en trompet spelen. Begin jaren tachtig studeerde hij muziek in Boston, aan Berklee College of Music en New England Conservatory. In 1984 ging hij naar New York, waar hij aan de universiteit studeerde. Tijdens zijn studie speelde hij in verschillende groepen. In 1987 nam pianist en bandleider Horace Silver hem mee op een tournee door Europa. In 1992 speelde hij in de experimentele bigband van drummer George Schuller, Orange Then Blue.
Sinds 1993 heeft Douglas als bandleider meer dan 30 albums opgenomen. Hij heeft met talrijke musici samengewerkt, als leider of sideman, en plaatopnames gemaakt. Zo speelde hij onder meer met John Zorn (in diens groep Masada), Jack McDuff, de accordeonist Guy Klucevsek, Cuong Vu, Anthony Coleman, Bill Frisell, Louis Sclavis, Marc Ribot, Myra Melford en de Nederlandse musici Misha Mengelberg en han Bennink. In zijn werk laat hij zich beïnvloeden door componisten als Duke Ellington, Thelonious Monk, Ornette Coleman, Roland Kirk en Kurt Weill, maar ook door bijvoorbeeld klassieke muziek, Oost-Europese volksmuziek en klezmer.
In 2005 eindigde Douglas zijn platencontract met RCA Victor en begon met een vriend een eigen platenlabel, Greenleaf Music. Hierop zijn onder meer platen uitgekomen van zijn Dave Douglas Quintet, zijn sextet Keystone en Nomad. Hij is medeoprichter en directeur van het Festival of New Trumpet Music, dat ieder jaar in New York wordt gehouden.
Douglas is twee keer genomineerd voor een Grammy.

## Discografie (selectie)
als leider:
- Parallel Worlds, Soul Note, 1993
- In Our Life Time, New World Records, 1994
- The Tiny Bell Trio, Songlines Recordings, 1994
- Constellations, Hatology, 1995
- Five, Soul Note, 1995
- Stargazer, Arabesque, 1997
- Live in Europe, Arabesque, 1997
- Sanctuary, Avant, 1997
- Moving Portrait, DIW, 1998
- Charms of the Night Sky, Winter & Winter, 1998
- Magic Triangle, Arabesque, 1998
- Songs for Wandering Souls, Winter & Winter, 1999
- Convergence, Soul Note, 1999
- Soul on Soul, RCA Victor, 2000
- Leap of Faith, Arabesque, 2000
- A Thousand Evenings, RCA, 2000
- El Trilogy, BMG, 2001
- Witness, BMG, 2001
- The Infinite, RCA, 2002
- Freak In, Bluebird, 2003
- Strange Liberation, RCA, 2004
- Bow River FAlls, Koch Records, 2004
- Keystone, Greenleaf Music, 2005
- Mountain Passages, koch Records, 2005
- Meaning and Mystery, Greenleaf Music, 2006
- Live at the Jazz Standard Greenleaf Music/Koch, 2007
- Moonshine, Greenleaf Music, 2008
- Spirit Moves, Koch Records, 2009
- A Single Sky, Greenleaf Music, 2009
- Spark of Being, Greenleaf Music, 2010
- United Front: Brass Ecstacy At Newport, Greenleaf Music, 2011
- Three Views, Greenleaf Music, 2011
- Be Still, Greenleaf Music, 2012
- Time Travel, Greenleaf Music, 2013
- Present Joys, Greenleaf Music, 2014
- High Risk, Greenleaf Music, 2015